# Stadionul Eden (1953)
Stadionul Eden, denumit oficial Stadion Dr. Václava Vacka, a fost un stadion multifuncțional din Praga, Republica Cehă. El a fost arena de casă al clublui Slavia Praga. În 2008 a fost înlocuit cu actuala Eden Arena. Capacitatea stadionului era de 38.000 de locuri, majoritatea în picioare la terase.